# Hellen van Meene
Hellen van Meene (Alkmaar, 1972) is een Nederlandse fotografe.  

## Levensloop
Van Meene studeerde fotografie aan de Gerrit Rietveld Academie (1992-1996) in Amsterdam. Ze maakt voornamelijk portretten van jonge meisjes in hun ontwikkeling naar volwassenheid. In 2005 plaatste het Amerikaanse blad Village Voice haar boek Portretten in de top-25 van beste fotoboeken uit 2005, en in 2007 eindigde ze op de vierde plaats bij de jaarlijkse Elsevierranglijst van succesvolle kunstenaars.

## Prijzen
- 2022 - Victoriefonds Cultuurprijs, categorie visuele kunsten[2]
- 2016 - Royal Photographic Society Honorary Fellowship[3]
- 1999 - Charlotte Köhler Prijs voor beeldende kunst[4]

## Tentoonstellingen
- 2016 - solotentoonstelling in Huis Marseille
- Van 29 augustus t/m 29 november 2015 was haar eerste grote oeuvre-overzicht te zien in het Fotomuseum Den Haag: The Years Shall Run Like Rabbits.

- Bibsys: 4105748
- Digitale Bibliotheek voor de Nederlandse Letteren: meen009
- Gemeinsame Normdatei: 124712371
- International Standard Name Identifier: 0000 0000 4634 3165
- Library of Congress Control Number: nr00019203
- Nationale Bibliotheek van Israël: 987007373827705171
- Nederlandse Thesaurus van Auteursnamen: 214206998
- PIC: 287630
- RKD-Nederlands Instituut voor Kunstgeschiedenis: 110836
- Système universitaire de documentation: 084136294
- Union List of Artist Names: 500331078
- Virtual International Authority File: 37858710
- WorldCat: E39PBJd8fDHDfYqkFWpx7P9kXd